# McArthurGlen

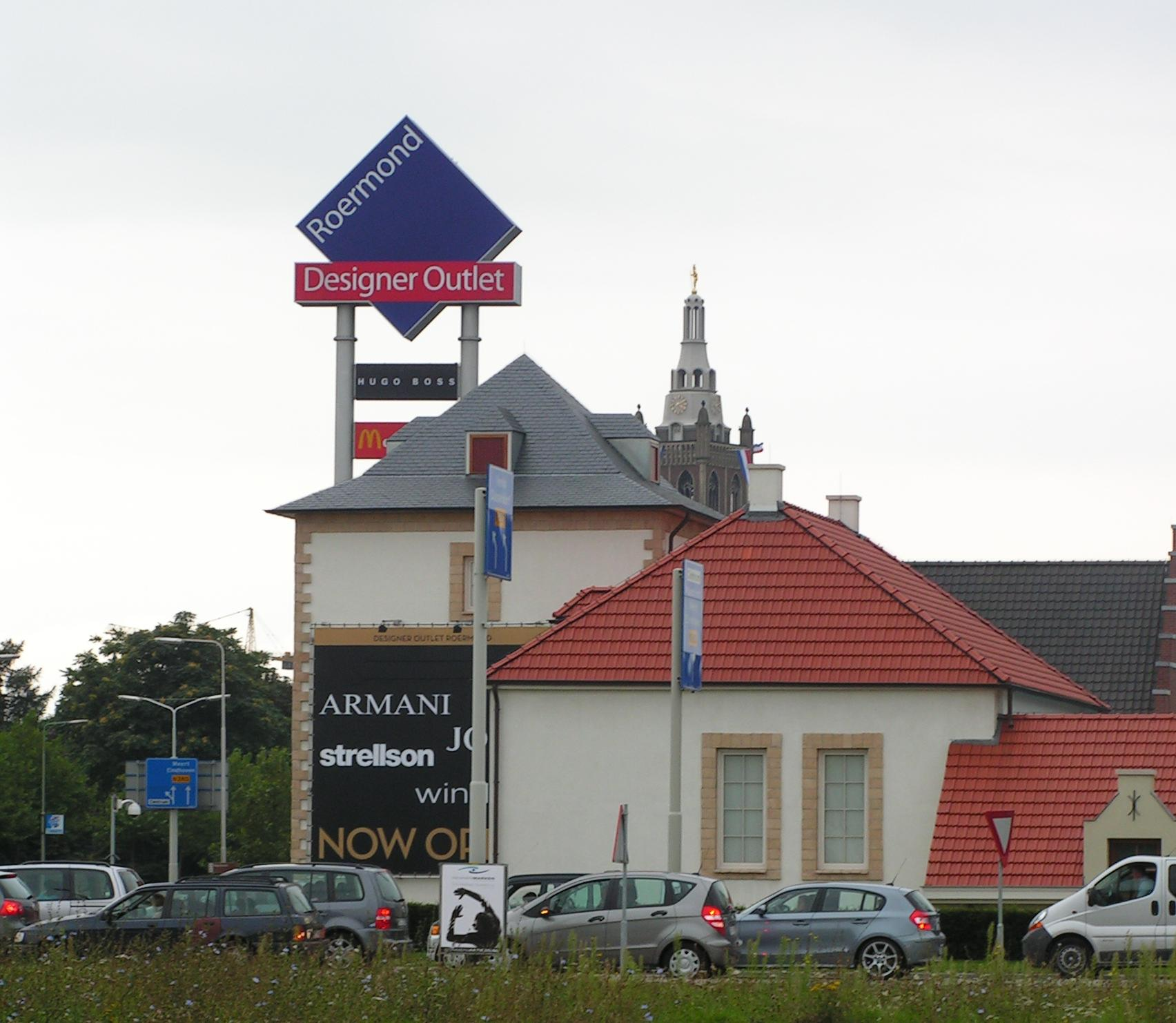
McArthurGlen Designer Outlet Roermond.

McArthurGlen is eigenaar van verschillende Designer Outlet Centra in Europa en Noord-Amerika, waaronder in Groot-Brittannië, Italië, Duitsland, Oostenrijk, Canada, Frankrijk, Nederland en België. Het bedrijf, dat in 1993 is opgericht en het hoofdkantoor in Londen heeft gevestigd, verkoopt meer dan 600 merkproducten. Vooral kleding, schoenen, sport- en huishoudartikelen zijn verkrijgbaar in de Designer Outlet Centres.
De centra van McArthurGlen zijn volgens hetzelfde principe opgebouwd. Zo hebben ze allemaal gemiddeld 120 winkels met merkartikelen en diverse eetgelegenheden. In alle centra geldt voor de artikelen een korting tussen de 30-70%. Verder zijn bij de centra enkele duizenden parkeerplaatsen aanwezig. Ieder Designer Outlet Center verwelkomt jaarlijks meestal meer dan 1 miljoen bezoekers.

## Designer Outlet Centres

### Verenigd Koninkrijk
- Ashford
- Bridgend
- Cheshire Oaks
- East Midlands
- Livingston
- Swindon
- York

### Europa
- Barberino
- Castel Romano
- Parndorf
- Ochtrup
- Roermond
- Roosendaal
- Salzburg
- Roubaix
- Serravalle
- Troyes
- Neumünster
- Málaga

### Noord-Amerika
- Vancouver

## Merken
- Adidas
- Aigner
- Bandolera
- Benetton
- Bulgari
- Burlington
- Calvin Klein
- Clarks
- Dolce & Gabbana
- Fjällräven
- Geox
- Armani
- Gucci
- Hugo Boss
- Karl Lagerfeld
- Lacoste
- Lee Cooper

- Marc O'Polo
- Mephisto
- Nike
- Nomad
- Pandora
- Ralph Lauren
- Puma
- Prada
- Quiksilver
- Reebok
- Samsonite
- Timberland
- Tommy Hilfiger
- WMF Group